# Chevrolet Agile
Der Chevrolet Agile ist ein Kleinwagen, der von General Motors in Brasilien und Argentinien gebaut wird. Er ist eine Weiterentwicklung des Chevrolet Corsa, welcher vom Opel Corsa B abstammt, enthält aber auch Komponenten des Chevrolet Celta. Erstmals vorgestellt wurde ein Konzeptfahrzeug in SUV-Form im Jahr 2008. Das Fahrzeug wird von einem 1,4-l-Flex-Fuel-Motor angetrieben.
Auf der gleichen Plattform (Gamma II)  wurde auch die zweite Generation des Pick-up Chevrolet Montana entwickelt, der ebenfalls vom 1,4-l-Flexible-Fuel-Vehicle-Motor angetrieben wird. Der 1,4-l-Motor wird auch im Chevrolet Celta und Opel Corsa verbaut.
Auf den meisten südamerikanischen Märkten hat der 1389-cm³-Motor eine maximale Leistung von 68 kW (92 PS) und 120 Nm als maximales Drehmoment. Die brasilianische Variante erzeugt maximal 71 kW (97 PS) und 129 Nm Drehmoment im Benzinbetrieb und maximal 75 kW (102 PS) und 132 Nm im Ethanolbetrieb. Der Agile wird in den Ausstattungsvarianten LT und LTZ und in einigen Märkten LS als Basisausstattung angeboten. Dabei gibt es Antiblockiersystem erst mit dem LTZ-Modell. Ab 2014 war das Fahrzeug zusätzlich in der Ausstattungsvariante Effect erhältlich.
Im Jahr 2013 erhielt das Fahrzeug ein Facelift. Mit der Einführung des Chevrolet Onix wurde die Vermarktung des Agile in einigen Märkten eingestellt.